# Pedro Legallois de Grimarest y Oller
Pedro Legallois de Grimarest i Oller (Peníscola, 1764 - Manila, 12 de febrer de 1841) va ser un militar valencià.

## Orígens
Pedro Legallois de Grimarest era fill del Mariscal de Camp José Antonio Legallois de Grimarest, dels hàbits de Sant Joan i d'Alcántara. El 7 de juliol de 1777, quan encara no tenia més que dotze anys, va ingressar com Caballero Cadet en el Regiment d'Infanteria d'Astúries, del qual va ser nomenat Subtinent de Bandera el 29 d'octubre de 1779. Va exercir el càrrec de Maestro de Cadets des de 1782 fins que a l'agost de 1785 va ascendir a Tinent, i va haver de marxar al Marroc a portar uns regals del Rei d'Espanya per al Sultà.
En 1787 va ser nomenat Ajudant del Regiment d'Infanteria d'Astúries. Va obtenir en 1789 el grau de Capità, i en 1790 va passar a Orà, on se li va donar el comandament de la 7a. companyia del primer batalló del seu regiment. Es va distingir a l'any següent durant el drtgr que a aquesta plaça van posar els moros.

## Guerra de la Convenció
Va prendre després activa part en la guerra contra la república francesa, operant per Navarra, Guipúscoa i Aragó, amb la destinació d'Ajudant Major General. En els voltants d'Urdax (el 30 de juny de 1794), amb només 130 soldats del seu comandament, va llevar als seus enemics més de dos mil caps de bestiar, sostenint un combat en el qual, malgrat arribar a veure's envoltat per quadruplicades forces franceses, va aconseguir salvar la seva gent i la seva presa.
També es va distingir en l'acció de Lescun (4 de setembre de 1794), en la qual va salvar una peça d'Artilleria i més de 400 soldats de diferents cossos que, per cansats els uns i ferits els altres, s'havien separat del gruix de l'Exèrcit i van estar exposats a caure presoners. El 4 de setembre de 1795 se li va concedir el grau de Tinent Coronel, i quan es va signar la pau, va marxar de guarnició a Ceuta.

## Guerres napoleòniques
Va ser nomenat Sergent Major del Regiment d'Infanteria de Burgos el 20 de juny de 1800 i va assistir a l'any següent a la campanya de Portugal amb la destinació de primer Ajudant General d'Estat-Major. En 1802 va ser nomenat Secretari de la Junta de Generals d'Amèrica. El 16 de febrer de 1803 va passar a manar el tercer Batalló del Regiment d'Infanteria d'Extremadura. Va obtenir el grau de Coronel el 5 de maig d'aquell mateix any, i el 25 de maig del següent va ser nomenat Comandant General de les províncies internes orientals de Nova Espanya, i Inspector dels Terços espanyols d'Infanteria i Cavalleria de Texas. Al seu front va embarcar formant part de l'expedició a Martinica en 1805, i havent estat ferit greument en el Combat de Finisterre (en el qual per causa d'això va caure presoner dels anglesos) va ser ascendit a Brigadier el 9 de novembre de 1805.

## Guerra del Francès
L'any de 1808 el Brigadier Grimarest va ser dels primers a promoure la Guerra del Francès. Va fer front a Villanueva a una columna de mil francesos en la batalla de Bailén, es va distingir com a tercer cap de les tropes del general Castaños, i després de contribuir a la victòria en aquesta batalla va barallar contra l'Exèrcit de Vedel, obtenint pels seus mèrits la faixa de Mariscal de Camp que li va ser concedida amb data d'11 d'agost de 1808.
El General Grimarest va entrar a Navarra el dia 1 d'octubre d'aquell mateix any al capdavant d'una Divisió i va operar avantatjosament contra el general francès Moncey. Va cobrir després la retirada de l'Exèrcit espanyol a la província de Conca. A Alhama va salvar d'una derrota a les tropes que manava el General Francisco Venegas; i es va distingir en Santa Cruz de la Zarza, on se li va dispersar la Divisió que anava manant; però de la qual va poder reunir (gairebé sense municions) uns 800 homes. Al seu cap va rebutjar diversos atacs de la Divisió de Bessieres, la qual va tractar de tallar el pas a tot l'Exèrcit espanyol, no podent aconseguir-ho gràcies a l'actuació del General Grimarest, per la qual cosa Bessieres es va veure obligat a retrocedir i repassar el riu Tajo.
Trobant-se després Grimarest a Conca, el gener de 1809 li va ordenar el Duc d'El Infantado que rellevés al General Venegas, que manava l'avantguarda. Ja li va trobar derrotat abans d'arribar a Uclés, però es va detenir allí fins a l'endemà per recollir dispersos, aconseguint així salvar uns 200 infants i 400 cavalls amb la força dels quals es va incorporar en Chinchilla al gruix de l'Exèrcit, amb el qual va passar a la Manxa i del que va ser nomenat Major General de la Infanteria i Cavalleria.
Encara que per falta de salut i per haver anat a presentar a la Junta Central uns projectes de camps volants no va poder assistir a la acció de Ciudad Real, va arribar a marxes forçades a Santa Elena el 31 de març de 1809. L'endemà li va destinar el Comte de Cartojal a defensar les serralades del Puerto Rey, el pas per Despeñaperros i el serral dels Jardins, i per animar la tropa i proveir la Cavalleria de l'Exèrcit espanyol, va treure de la Manxa més de dos mil faneques d'ordi.
El 9 d'abril de 1809, per ordre del General en Cap de l'Exèrcit d'Andalusia i la Manxa, va sortir el General Grimarest a operar (al capdavant d'una Divisió) contra els francesos que ocupaven la Manxa, als qui va aconseguir vèncer el dia 28 de maig d'aquest any en la batalla de Valdepeñas, causant-los 400 baixes, agafant-los cavalls, armes i útils de guerra, salvant gran nombre d'efectes que en un carro conduïen a la seva caserna General. De resultes d'aquella victòria del General Grimarest, va haver de repassar el Guadiana el General francès Sebastiani, hostilitzat constantment pels espanyols, arribant aquests fins a Aranjuez, on es van apoderar de les yeguadas del Palau d'Aranjuez.
En el mes de juny de 1809 va ordenar la Junta Central al General Grimarest passar a Écija (Sevilla) per encarregar-se del comandament i organització de l'exèrcit de Reserva, en la destinació de la qual va cessar a finalitats d'aquell mateix any. Quan el gener de 1810 van trencar, per fi, els francesos les línies espanyoles per Sierra Morena, el General Grimarest va demanar en va que se li permetés avançar-se a fer-los front, i encara que se li va deixar en Écija amb només uns seixanta homes (escassos de municions), amb ells i amb sengles cavalls que va poder reunir es va tornar a distingir entretenint al General francès Víctor durant tres dies, amb la qual cosa va donar lloc al fet que l'Exèrcit espanyol del Duc d'Albuquerque arribés abans que el seu enemic a Isla de León.
El Consell de Regència va destinar, al març de 1810, al General Grimarest a l'Exèrcit del General Blake; va exercir diverses comissions en Mallorca, i a principis de 1811 va passar a Menorca amb el càrrec de Governador Militar i Polític d'aquesta illa i Corregidor de la seva capital. Allí va aconseguir, en breu, apaivagar l'estat d'agitació en què es trobava el país, i va evitar una perillosa ruptura amb els algerians. Per Real Ordre de 14 de febrer de 1812 va passar a Cadis el General Grimarest, a qui es va conferir el comandament del Comtat de Niebla, i aconseguí, amb poca gent, posar fi a les corregudes dels francesos. Prop de Valverde del Camino (amb sol dues companyies d'infanteria, una guerrilla d'aquesta arma i una altra de la de cavalleria) va batre als francesos en nombre de cinc-cents cavalls i dos-cents infants, i va impedir que l'enemic pogués retirar artilleria i municions de boca i guerra.
A finalitats d'agost de 1812 es va conferir al General Grimarest el Govern Militar i Polític de Sevilla, i en 2 de febrer de 1813 va passar a exercir el Govern i Comandància General de la plaça de Ceuta. El 8 d'agost de 1818 va ser agraciat amb la Gran Creu de la Real i Militar Orde de Sant Hermenegild i el 16 de setembre de 1819 va ser nomenat governador de la ciutadella de Barcelona. En proclamar-se la Constitució de Cadis, va evitar que la jurés la tropa que tenia a les seves ordres en aquella fortalesa; però va ser destituït, es va atemptar contra la seva vida, i va ser enviat en situació de caserna a Andalusia.

## Guerra Realista i segona restauració fernandina
En arribar llavors a Sevilla el General Grimarest, va ser reduït a presó i condemnat a mort per la seva oposició a la constitució. Va aconseguir escapolir-se, va emigrar a França i va tornar després a Espanya amb l'Exèrcit aliat — els anomenats Cent Mil Fills de Sant Lluís — que manava el Príncep d'Angulema. La regència del regne va conferir al maig de 1823 la inspecció general de les milícies provincials al mariscal de camp Pedro Legallois de Grimarest, que va ser promogut a tinent general a finals d'aquell mateix any. En aquell moment comptava ja amb dos escuts de distinció, amb les medalles de la batalla d'Alhama i de la retirada de l'Exèrcit del Duc d'Albuquerque, amb la Creu de 1a. classe de Fidelitat Militar i amb la Creu honorífica de Fidelitat. Tenia a més el títol d'acadèmic d'honor de la Reial Acadèmia de Nobles Arts de Sant Lluis, de Saragossa, i era soci supernumerari de la societat d'amics del país, de l'Aragó.
El tinent general Grimarest va exercir en 1824 els càrrecs de capità general d'Aragó i President de la Reial Audiència de Saragossa. Va manar també les tropes de Guipúscoa, i el 12 de juliol de 1827 va ser nomenat subinspector dels voluntaris reialistes d'Andalusia, l'alt càrrec dels quals va exercir ja fins que en 1832 va ser destituït a causa de la seva adhesió al llavors Infant d'Espanya Carles Maria Isidre de Borbó.
Poc després va ser pres el general Grimarest, al mateix temps que Miguel de Otal, Ministre del Suprem Consell de Castella; Luis de Lemus, Corregidor de Llorca; Simón Manos, Comte del Prado, Brigadier i Gentil-home de Sa Majestat; Juan José Marcó de Pont, Intendent d'Exèrcit; Ignacio Negri, Comte de Negri, i Brigadier i Gentil-home de Sa Majestat; i Mariano Novoa, Coronel.

## Primera Guerra Carlista i deportació
Pel seu compromís amb el carlisme el Tinent General Pedro de Grimarest va ser exonerat dels seus graus i condecoracions i confinat a Santander, primerament, i després a la Corunya. Carlos de Borbó va encarregar el 27 de març de 1834 a Grimarest i a l'Arquebisbe de Santiago de Compostel·la Fra Rafael Vélez l'organització d'una Junta Governativa carlista de Galícia, cosa que van fer, però en assabentar-se d'això el govern liberal, va deportar al general Grimarest a les Illes Mariannes, on se'l va tenir en complet aïllament durant dos anys. Després li van permetre viure a Manila, on va morir en 1841.